# Аннуа (Пикардия)
Аннуа́ (фр. Annois) — коммуна во Франции, находится в регионе Пикардия. Департамент коммуны — Эна. Входит в состав кантона Рибмон. Округ коммуны — Сен-Кантен.
Код INSEE коммуны — 02019.

## Население
Население коммуны на 2010 год составляло 383 человека.
| 1962 | 1968 | 1975 | 1982 | 1990 | 1999 | 2010 |
| ---- | ---- | ---- | ---- | ---- | ---- | ---- |
| 358  | 345  | 370  | 397  | 372  | 383  | 383  |

## Экономика
В 2010 году среди 252 человек трудоспособного возраста (15—64 лет) 163 были экономически активными, 89 — неактивными (показатель активности — 64,7 %, в 1999 году было 65,2 %). Из 163 активных жителей работали 136 человек (77 мужчин и 59 женщин), безработных было 27 (13 мужчин и 14 женщин). Среди 89 неактивных 19 человек были учениками или студентами, 38 — пенсионерами, 32 были неактивными по другим причинам.